# The Wall
The Wall(더 월)은 1979년 영국의 프로그레시브 록 밴드 핑크 플로이드가 1979년 후반에 발매한 록 오페라 형태의 더블 음반이다. 발매 후에 연극 요소가 가미된 공연이 진행되었고, 영화로도 제작되었다.
The Wall은 "핑크" (Pink)라는 등장인물을 중심으로 한 록 오페라이다. 워터스의 인생을 바탕으로 만들어진 가상의 인물 핑크는 전쟁에서 아버지를 잃고 ("Another Brick in the Wall (Part 1)"), 선생에게 잘못된 교육을 받고 ("The Happiest Days of Our Lives"), 과잉 보호를 하는 어머니에게 길러져 자립심을 잃고 ("Mother"), 나중에는 아내에게 버림 받는 ("Don't Leave Me Now") 등 고통받는 삶을 살게된다. 이러한 일들로 인해 핑크는 세상으로부터 정신적으로 단절되는 내면의 벽을 쌓게 되고, 이것은 비유적으로 "The Wall"로 칭한다.
2003년, The Wall은 롤링 스톤 매거진에서 선정한 역사상 최고의 앨범 500선에 87위로 기록되었다.

## 곡 목록
추가 표시가 없는 모든 곡은 로저 워터스가 작곡하였다.

### 1면
1. "In the Flesh?" - 3:19
2. "The Thin Ice" - 2:27
3. "Another Brick in the Wall (Part 1)" - 3:21
4. "The Happiest Days of Our Lives" - 1:46
5. "Another Brick in the Wall (Part 2)" - 4:00
6. "Mother" - 5:36

### 2면
1. "Goodbye Blue Sky" - 2:45
2. "Empty Spaces" - 2:10
3. "Young Lust" (워터스 / 데이비드 길모어) - 3:25
4. "One of My Turns" - 3:35
5. "Don't Leave Me Now" - 4:16
6. "Another Brick in the Wall (Part 3)" - 1:14
7. "Goodbye Cruel World" - 1:13

### 3면
1. "Hey You" - 4:40
2. "Is There Anybody Out There?" - 2:44
3. "Nobody Home" - 3:26
4. "Vera" - 1:35
5. "Bring the Boys Back Home" - 1:21
6. "Comfortably Numb" (길모어 / 워터스) - 6:24

### 4면
1. "The Show Must Go On" - 1:36
2. "In the Flesh" - 4:13
3. "Run Like Hell" (길모어 / 워터스) - 4:19
4. "Waiting for the Worms" - 4:04
5. "Stop" - 0:30
6. "The Trial" (워터스 / 밥 에즈린) - 5:13
7. "Outside the Wall" - 1:41

## 같이 보기
- 가장 많이 팔린 음반 목록
- 독일에서 가장 많이 팔린 음반 목록
- 미국에서 가장 많이 팔린 음반 목록